# Simning vid världsmästerskapen i simsport 2024 – Damernas 4 × 100 meter medley
Damernas 4 × 100 meter medley vid världsmästerskapen i simsport 2024 avgjordes den 18 februari 2024 i Aspire Dome i Doha i Qatar.
Guldet togs av Australiens kapplag på tiden 3 minuter och 55,98 sekunder. Silvret togs av Sverige och bronset togs av Kanada.

## Rekord
Inför tävlingens start fanns följande världs- och mästerskapsrekord:
|                   | Nation | Tid     | Ort               | Datum        |
| ----------------- | ------ | ------- | ----------------- | ------------ |
| Världsrekord      | USA    | 3.50,40 | Gwangju, Sydkorea | 28 juli 2019 |
| Mästerskapsrekord | USA    | 3.50,40 | Gwangju, Sydkorea | 28 juli 2019 |

## Resultat

### Försöksheat
Försöksheaten startade klockan 10:25.
| Placering | Heat | Bana | Nation           | Simmare | Tid     | Noteringar |
| --------- | ---- | ---- | ---------------- | --- | ------- | ---------- |
| 1         | 3    | 5    | Kanada           | Ingrid Wilm (59,77) Sydney Pickrem (1.06,14) Rebecca Smith (57,81) Katerine Savard (54,91)                       | 3.58,63 | 0Q0        |
| 2         | 3    | 3    | Sverige          | Hanna Rosvall (1.01,23) Sophie Hansson (1.07,23) Louise Hansson (56,84) Michelle Coleman (54,05)                 | 3.59,35 | 0Q0        |
| 3         | 2    | 4    | Australien       | Jaclyn Barclay (1.00,27) Abbey Harkin (1.08,15) Alexandria Perkins (57,21) Brianna Throssell (54,46)             | 4.00,09 | 0Q0        |
| 4         | 2    | 3    | Nederländerna    | Kira Toussaint (1.00,82) Tes Schouten (1.08,36) Maaike de Waard (58,03) Kim Busch (54,88)                        | 4.02,09 | 0Q0        |
| 5         | 2    | 5    | Kina             | Sun Mingxia (1.02,13) Yang Chang (1.06,50) Yu Yiting (57,84) Ai Yanhan (55,75)                                   | 4.02,22 | 0Q0        |
| 6         | 3    | 7    | Hongkong         | Stephanie Au (1.00,98) Siobhan Haughey (1.07,05) Natalie Kan (59,29) Camille Cheng (55,02)                       | 4.02,34 | 0Q0        |
| 7         | 3    | 2    | Italien          | Francesca Pasquino (1.01,37) Arianna Castiglioni (1.06,75) Costanza Cocconcelli (58,35) Chiara Tarantino (56,15) | 4.02,62 | 0Q0        |
| 8         | 2    | 6    | Polen            | Adela Piskorska (1.01,16) Dominika Sztandera (1.07,76) Paulina Peda (58,42) Kornelia Fiedkiewicz (55,29)         | 4.02,63 | 0Q0        |
| 9         | 3    | 8    | Singapore        | Levenia Sim (1.02,58) Letitia Sim (1.06,41) Quah Jing Wen (58,89) Quah Ting Wen (55,00)                          | 4.02,88 | 0NR0       |
| 10        | 3    | 1    | Sydafrika        | Milla Drakopoulos (1.02,48) Lara van Niekerk (1.07,50) Erin Gallagher (57,99) Emma Chelius (55,57)               | 4.03,54 |            |
| 11        | 2    | 2    | Spanien          | Carmen Weiler (1.01,31) Jimena Ruiz (1.08,67) Paula Juste (59,09) María Daza (54,94)                             | 4.04,01 |            |
| 11        | 2    | 7    | Grekland         | Theodora Drakou (1.01,47) Eleni Kontogeorgou (1.09,01) Anna Ntountounaki (57,79) Maria Thaleia Drasidou (55,74)  | 4.04,01 | 0NR0       |
| 13        | 1    | 4    | Ungern           | Lora Komoróczy (1.01,83) Eszter Békési (1.09,43) Panna Ugrai (58,93) Petra Senánszky (55,06)                     | 4.05,25 |            |
| 14        | 2    | 8    | Portugal         | Camila Rebelo (1.01,13) Ana Rodrigues (1.08,89) Mariana Pacheco (59,00) Francisca Soares (56,24)                 | 4.05,26 |            |
| 15        | 1    | 3    | Slovenien        | Janja Šegel (1.02,02) Tara Vovk (1.10,49) Hana Sekuti (1.00,40) Neža Klančar (54,56)                             | 4.07,47 | 0NR0       |
| 16        | 2    | 1    | Mexiko           | Tayde Sansores (1.03,13) Melissa Rodríguez (1.08,35) María José Mata Cocco (1.00,53) Tayde Revilak (56,29)       | 4.08,30 |            |
| 17        | 3    | 0    | Filippinerna     | Teia Salvino (1.03,76) Thanya Dela Cruz (1.10,13) Jasmine Alkhaldi (1.02,78) Kayla Sanchez (55,28)               | 4.11,95 |            |
| 18        | 2    | 0    | Kazakstan        | Xeniya Ignatova (1.02,04) Adelaida Pchelintseva (1.11,98) Sofia Spodarenko (1.00,32) Diana Taszhanova (59,58)    | 4.13,92 |            |
| 19        | 3    | 9    | Kinesiska Taipei | Wu Yi-en (1.07,47) Lin Pei-wun (1.11,36) Applejean Gwinn (1.06,13) Huang Mei-chien (56,98)                       | 4.21,94 |            |
| –         | 1    | 5    | Slovakien        | 0DNS0 | 0DNS0   | 0DNS0      |
| –         | 2    | 9    | Litauen          | 0DNS0 | 0DNS0   | 0DNS0      |
| –         | 3    | 4    | USA              | 0DNS0 | 0DNS0   | 0DNS0      |
| –         | 3    | 6    | Sydkorea         | Song Jae-yun (1.02,11) Moon Su-a (1.10,21) Kim Seo-yeong (58,11) Hur Yeon-kyung                                  | 0DSQ0   | 0DSQ0      |

### Final
Finalen startade klockan 20:55.
| Placering | Bana | Nation        | Simmare | Tid     | Noteringar |
| --------- | ---- | ------------- | --- | ------- | ---------- |
| 1         | 3    | Australien    | Iona Anderson (59,20) Abbey Harkin (1.07,21) Brianna Throssell (56,86) Shayna Jack (52,71)                    | 3.55,98 |            |
| 2         | 5    | Sverige       | Louise Hansson (59,93) Sophie Hansson (1.06,18) Sarah Sjöström (56,11) Michelle Coleman (54,13)               | 3.56,35 |            |
| 3         | 4    | Kanada        | Ingrid Wilm (58,95) Sophie Angus (1.06,24) Rebecca Smith (58,28) Taylor Ruck (52,96)                          | 3.56,43 |            |
| 4         | 2    | Kina          | Sun Mingxia (1.02,20) Tang Qianting (1.05,15) Yu Yiting (57,16) Ai Yanhan (54,65)                             | 3.59,16 |            |
| 5         | 6    | Nederländerna | Kira Toussaint (1.00,26) Tes Schouten (1.07,53) Maaike de Waard (58,16) Kim Busch (54,29)                     | 4.00,24 |            |
| 6         | 1    | Italien       | Francesca Pasquino (1.01,03) Benedetta Pilato (1.06,56) Costanza Cocconcelli (58,12) Chiara Tarantino (54,63) | 4.00,34 |            |
| 7         | 8    | Polen         | Adela Piskorska (1.01,24) Dominika Sztandera (1.07,46) Paulina Peda (58,49) Kornelia Fiedkiewicz (54,54)      | 4.01,73 |            |
| 8         | 7    | Hongkong      | Stephanie Au (1.01,29) Siobhan Haughey (1.06,82) Natalie Kan (59,95) Camille Cheng (55,09)                    | 4.03,15 |            |